# La Bodera
La Bodera település Spanyolországban, Guadalajara tartományban. La Bodera Riofrío del Llano, Rebollosa de Jadraque, Angón, Robledo de Corpes, La Miñosa és Atienza községekkel határos. Lakosainak száma 20 fő (2024).

## Népesség
A település népessége az utóbbi években az alábbiak szerint változott:
| Lakosok száma | 52   | 45   | 36   | 29   | 35   | 32   | 26   | 22   | 21   | 20   |
|               | 2001 | 2004 | 2006 | 2009 | 2011 | 2014 | 2016 | 2019 | 2021 | 2024 |